# Márcio Meirelles
Marcio Meirelles (26 de maio de 1954), é um encenador, dramaturgo e gestor cultural brasileiro. Criador do Bando de Teatro Olodum (1990), diretor do Teatro Vila Velha. Foi Secretário de Cultura do Estado da Bahia de 2007 a 2011.  

## Biografia
Inicialmente ligado às áreas de arquitetura e artes visuais, Márcio Meirelles entrou para o teatro em 1972. Desde então, atua como diretor teatral, cenógrafo e figurinista sendo, também, gestor cultural e tendo passado pela política ocupando o cargo de Secretário de Cultura do Estado da Bahia (2007 - 2011).
Fundou o grupo Avelãz y Avestruz (1976-1989), e em 1982 criou e dirigiu o espaço cultural A Fábrica. Durante os anos de 1985 e 1986, assumiu a chefia dos núcleos de cenografia e figurino e de direção e elenco da TV Educativa da Bahia. No mesmo período, criou o Projeto Teatro para a Fundação Gregório de Mattos (1986). Entre 1987 e 1991, foi diretor do maior complexo cultural do Norte/Nordeste do Brasil – o Teatro Castro Alves, em Salvador/BA.
Ganhou diversos prêmios como diretor, cenógrafo e figurinista e fez estágio na Circle Repertory Company (Nova Iorque)A convite do Instituto Goethe, participou como palestrante do Coloquio Brasil-Alemanha de Teatro. Ao lado de Werner Herzog, co-dirigiu O Sonho de Uma Noite de Verão. Dirigiu Zumbi em Londres com o Black Theatre Co-op, como parte do Lift Festival (London International Festival of Theatre). Em 2013, dirigiu para o Teatro Viriato (Viseu/Portugal) o espetáculo Sempre em frente até amanhecer e em 2014 dirigiu o espetáculo Em defesa das causas perdidas – uma carta para Dom Quixote, para o Centro Cultural Português/Instituto Camões (Mindelo/Cabo Verde). Participa de projetos de colaboração internacional com a CenaLusófona (Portugal) e  instituições de outros países.
Ao longo de sua carreira dirigiu vários shows de música, comemorativos, de lançamento de projetos e de premiação, com artistas nacionais e internacionais.
Em 1990, juntamente com Chica Carelli, criou o Bando de Teatro Olodum, que dirige até hoje e para os quais criou espetáculos como os da Trilogia do Pelô (1991/1994), Cabaré da Rrrrraça (1997) e Bença (2010). Em 2007 a Trilogia do Pelô iria basear o roteiro do filme e série televisiva Ó paí, ó!, da Rede Globo. O elenco do Bando de Teatro Olodum participou de ambos os projetos audiovisuais.
Marcio Meirelles foi condecorado como Cavaleiro da Ordem do Mérito da Bahia em 1990, homenageado pelo Troféu Copene de Teatro pelo conjunto de seu trabalho em 1999 e indicado para o Prêmio Shell, no Rio de Janeiro, pela direção de Candaces – a reconstrução do Fogo, em 2003.
No ano de 1994, coordenou o projeto de reforma e revitalização do Teatro Vila Velha e foi diretor artístico do espaço até 1998 e, até 2006, na nova forma institucional que propôs, fez parte do colegiado gestor do teatro. Assume novamente a direção artística do Teatro Vila Velha em julho de 2011 e cria, em 2013, para a formação de artistas alinhados com a estética, os processos e a política construídos e praticados no teatro, a Universidade Livre de Teatro Vila Velha. Na Universidade Livre já foram montados, até o momento, vários espetáculos com os participantes que se envolvem em produção, divulgação, gestão, técnica, atendimento ao público e atuação. Entre eles a estreia nacional do texto de Matéi Visniec Por que Hécuba e a montagem de Jango – uma tragegya, de Glauber Rocha, celebrando os 50 anos do Teatro Vila Velha.
Em 2019, encenou o espetáculo Embarque Imediato que estreou na Sala do Coro do Teatro Castro Alves como homenagem aos 80 anos do ator ícone do Cinema Novo, Antônio Pitanga. Com texto do dramaturgo Aldri Anunciação (Prêmio Jabuti de Literatura 2013), a montagem teve no elenco o filho do octagenário, Rocco Pitanga e participações especiais gravadas de Camila Pitanga.
Em 2024 encenou o monólogo Sr. Oculto, com Rodrigo Lelis e texto de Mônica Santana. A peça é uma transcriação da clássica novela do  século XIX O Estranho Caso do Dr. Jekyll e de Mr. Hyde (1886), de Robert Louis Stevenson, popularmente conhecida como O Médico e o Monstro. O espetáculo foi indicado ao 30º Prêmio Bahia Aplaude de Teatro nas categorias Melhor Direção e Melhor Texto.

## Carreira

### Teatro - Encenador
| Ano         | Título                                 | Dramaturgo                                               | Nota(s) |
| ----------- | -------------------------------------- | -------------------------------------------------------- | --- |
| 2024        | Sr. Oculto                             | Mônica Santana                                           | O monólogo com Rodrigo Lelis é uma transcriação da clássica novela do século XIX O Estranho Caso do Dr. Jekyll e de Mr. Hyde (1886), de Robert Louis Stevenson. |
| 2019        | Embarque Imediato                      | Aldri Anunciação                                         | Espetáculo em comemoração aos 80 anos do ator Antônio Pitanga.                                                                                                  |
| 2014        | Por que Hécuba?                        | Matei Visniec                                            | |
| 2017        | Campo de Batalha                       | Aldri Anunciação                                         | |
| 2017        | Hamlet                                 | William Shakespeare                                      | Encenado com alunos da Universidade Livre do Teatro Vila Velha                                                                                                  |
| 2014        | Tróilus e Créssida                     | William Shakespeare                                      | Espetáculo montado com alunos formandos do Curso Livre de Teatro da UFBA sob a coordenação da professora Deolinda Vilhena.                                      |
| 2013        | Jango – uma tragegya                   | Glauber Rocha                                            | Encenado com alunos da Universidade Livre do Teatro Vila Velha                                                                                                  |
| 2012        | Drácula                                |                                                          | |
| 2014        | Esperando Godot                        | Samuel Beckett                                           | |
| 2013        | 7 Contra Tebas                         | Ésquilo                                                  | Encenado com alunos da Universidade Livre do Teatro Vila Velha                                                                                                  |
| 2010        | Bença                                  |                                                          | Encenado com o Bando de Teatro Olodum |
| 2006        | Sonho de Uma Noite de Verão            | William Shakespeare                                      | Encenado com o Bando de Teatro Olodum |
| 2004        | Auto-retrato aos 40                    |                                                          | |
| 2004        | O Muro                                 | Cacilda Povoas                                           | |
| 2003        | Candaces – a reconstrução do Fogo      |                                                          | |
| 2003        | Oxente, cordel de novo?                |                                                          | |
| 2002        | Relato de uma guerre que (não) acabou. | Márcio Meirelles                                         | Co-direção de Chica Carelli |
| 2001        | Material Fatzer                        | Bertolt Brecht/Heiner Müller                             | |
| 1999        | Fausto Zero                            | Johann Wolfgang von Goethe                               | |
| 1999        | Já fui!                                | Márcio Meirelles/Bando de Teatro Olodum                  | |
| 1999        | Sonho de uma noite de verão            | William Shakespeare                                      | Encenado com o Bando de Teatro Olodum |
| 1998        | Ópera de 3 Reais                       | Bertolt Brecht                                           | Encenado com o Bando de Teatro Olodum |
| 1997        | Cabaré da RRRaça                       | Márcio Meirelles/Bando de Teatro Olodum                  | Encenado com o Bando de Teatro Olodum |
| 1991 - 1994 | Trilogia do Pelô                       | Márcio Meirelles/Bando de Teatro Olodum                  | |
| 1996        | Ópera de Três Mirréis                  | Bertold Brecht                                           | Co-direção de Chica Carelli |
| 1996        | Erê pra toda vida * xirê               | Márcio Meirelles                                         | Co-direção de Chica Carelli |
| 1995        | Zumbi está vivo e continua lutando     | Márcio Meirelles, Aninha Franco e Bando de Teatro Olodum | Encenado com o Bando de Teatro Olodum |
| 1995        | Zumbi                                  | Márcio Meirelles, Aninha Franco e Bando de Teatro Olodum | Encenado com o Bando de Teatro Olodum |
| 1994        | Bai bai Pelô                           | Márcio Meirelles e Bando de Teatro Olodum                | Encenado com o Bando de Teatro Olodum |
| 1993        | Medeia Material                        | Heiner Müller                                            | |
| 1993        | Woyséck                                | Georg Büchner                                            | Co-direção de Chica Carelli |
| 1992        | Ó Paí, Ó                               | Márcio Meirelles e Bando de Teatro Olodum                | |
| 1992        | A volta por cima                       | Márcio Meirelles e Bando de Teatro Olodum                | |
| 1991        | O novo mundo                           | Márcio Meirelles e Bando de Teatro Olodum                | |
| 1991        | Essa é nossa praia                     | Márcio Meirelles e Bando de Teatro Olodum                | |
| 1977        | A Rainha                               | Márcio Meirelles                                         | Grupo Avelãs e Avestruz |
| 1976        | Rapunzel                               | Márcio Meirelles                                         | Grupo Avelãs e Avestruz |

## Prêmios
| Ano  | Premiação                                                         | Categoria      | Trabalho                          | Resultado |        |
| ---- | ----------------------------------------------------------------- | -------------- | --------------------------------- | --------- | ------ |
| 2024 | 30º Prêmio Bahia Aplaude                                          | Melhor Direção | Espetáculo Sr. Oculto             | Indicado  | [ 13 ] |
| 2019 | Doutor Honoris Causa - Universidade Federal do Recôncavo da Bahia | Reconhecimento |                                   | Venceu    | [ 14 ] |
| 2019 | Comenda 2 de Julho                                                | Condecoração   |                                   | Venceu    | [ 15 ] |
| 2019 | Prêmio Braskem de Teatro                                          | Melhor Direção | Espetáculo Por que Hécuba?        | Indicado  |        |
| 2015 | Prêmio Braskem de Teatro                                          | Melhor Direção | Espetáculo Hamlet                 | Indicado  | [ 16 ] |
| 2003 | Prêmio Shell                                                      | Melhor Direção | Candaces - a reconstrução do fogo | Indicado  | [ 17 ] |
| 1999 | Troféu Copene                                                     | Homenageado    | Conjunto da obra                  | Venceu    | [ 18 ] |
| 1990 | Cavaleiro da Ordem do Mérito da Bahia                             | condecoração   |                                   | Venceu    |        |

## Ligações Externas
Teatro Vila Velha
Bando de Teatro Olodum
Márcio Meirelles (Página Oficial)